# 48 (numero)
Quarantotto (cf. latino duodequinquaginta, greco ὀκτὼ καὶ τεσσαράκοντα) è il numero naturale dopo il 47 e prima del 49.

## Proprietà matematiche
- È un numero pari.
- È un numero composto dai seguenti 10 divisori: 1, 2, 3, 4, 6, 8, 12, 16, 24, 48. Poiché la somma dei divisori (escluso il numero stesso) è 76 > 48, è un numero abbondante.
- È un numero altamente composto.
- È un numero semiperfetto in quanto pari alla somma di alcuni (o tutti) i suoi divisori.
- È un numero n con più soluzioni all'equazione φ(x) = n che qualsiasi numero più basso. Ciò lo rende un numero altamente totiente.
- È un numero idoneo.
- È un numero di Ulam.
- È un numero di Harshad nel sistema numerico decimale.
- È parte delle terne pitagoriche (14, 48, 50), (20, 48, 52), (36, 48, 60), (48, 55, 73), (48, 64, 80), (48, 90, 102), (48, 140, 148), (48, 189, 195), (48, 286, 290), (48, 575, 577) ed è il più piccolo numero naturale appartenente a 10 terne.
- È un numero a cifra ripetuta nel sistema di numerazione posizionale a base 7 (66) e in quello a base 11 (44).
- È un numero pratico.

## Astronomia
- 48P/Johnson è una cometa periodica del sistema solare.
- 48 Doris è un asteroide della fascia principale del sistema solare.
- M 48 è un ammasso aperto visibile nella costellazione dell'Idra
- NGC 48 è una galassia a spirale della costellazione di Andromeda.

## Astronautica
- Cosmos 48 è un satellite artificiale russo.

## Chimica
- È il numero atomico del cadmio (Cd).

## Simbologia

### Storia
- Ha dato origine all'espressione un quarantotto, nel senso di "confusione, scompiglio", con riferimento agli avvenimenti rivoluzionari del 1848.

Il matematico ed enigmista Ennio Peres nota al proposito nel suo manuale sullo scopone scientifico, L'Airone Editrice 2008, p. 63: "L'espressione mandare a carte quarantotto, nel significato di scombinare tutto, però, ha una genesi ancora più antica, essendo stata registrata dal padre domenicano Andrea Casotti di Prato nel 1734". L'espressione riguarda "un antico metodo mnemonico molto funzionale (dello scopone scientifico)"; "non è chiaro il motivo per cui tale metodo viene chiamato quarantotto, anche se probabilmente ha origine nella cabala napoletana."

### Smorfia
- Nella smorfia il numero 48 è il morto che parla.